# Nechbet
Nechbet – w mitologii egipskiej bogini przedstawiana jako sępica z rozpostartymi skrzydłami.
Pełniła kilka funkcji w różnych kultach: występowała jako żona Hapi, protektorka Górnego Egiptu oraz jego władców, w kulcie słonecznym występowała jako córka Re i jego prawe oko.
Razem z Wadżet (Uto) tworzyła Ureusz – postać z głową sępa i tułowiem atakującej samicy kobry. Ureusz umieszczony był na sarkofagu i miał za zadanie odstraszać intruzów zakłócających wieczny spoczynek faraona. Trzymała w szponach symbol Anch, znak wiecznego życia.